# FC Alsterbrüder
Der FC Alsterbrüder (vollständiger Name Fußball-Club Alsterbrüder von 1948 e.V.) ist ein Fußballverein aus dem Hamburger Stadtteil Eimsbüttel im gleichnamigen Bezirk. Die erste Mannschaft spielte aktuell in der sechsklassigen Landesliga Hammonia auf.

## Geschichte
Der FC Alsterbrüder wurde im Jahr 1948 als Canoe-Club Alsterbrüder-Victoria gegründet. Der Name geht auf einen im Jahr 1910 gegründeten Verein mit gleichem Namen zurück, welcher wiederum ein Zusammenschluss der Wassersportabteilung des SC Victoria und des Canoe-Club Alsterbrüder war. Die Umbenennung in den heutigen Namen erfolgte im Jahr 1954, nachdem die Wassersportabteilung den Verein verlassen hatte.
Die Mannschaften des FC Alsterbrüder spielten stets in den unteren Hamburger Amateurligen, bis die erste Herrenmannschaft am Ende der Saison 2021/22 in die Landesliga Hammonia aufstieg. Es war das erste Mal, dass der Verein sechstklassig spielte. Mit einem Sieg gegen die Hausbruch-Neugrabener Turnerschaft zwei Spieltage vor dem Ende der Saison 2022/23 konnte der Durchmarsch in die Oberliga Hamburg erreicht werden. Ebenso erreichte der FC Alsterbrüder das Halbfinale des Hamburger Pokals, in welchem man mit 0:7 am Oberligisten TSV Sasel scheiterte.

## Spielstätte
Die Spielstätte des FC Alsterbrüder ist der Walter-Wächter-Platz in Eimsbüttel, benannt nach dem Widerstandskämpfer Walter Wächter. Vereinsmitglieder hatten im Jahr 2018 durchgesetzt, dass die vorher nach Gustav Falke benannte Sportanlage aufgrund von nationalistischer und franzosenfeindlicher Positionen Falkes umbenannt wurde. In unmittelbarer Nähe befindet sich das Emilie-Wüstenfeld-Gymnasium, das den Sportplatz mitbenutzt.